# Warnakulasurya Wadumestrige Devasritha Valence Mendis
Warnakulasurya Wadumestrige Devasritha Valence Mendis (singhalesisch වර්ණකුලසූරිය වඩුමෙස්ත්‍රිගේ දේවශ්‍රිත වැලන්ස් මෙන්ඩිස්, * 21. Mai 1958 in Koralawella, Moratuwa) ist ein sri-lankischer Geistlicher und römisch-katholischer Bischof von Kandy.

## Leben
Er studierte in seiner Heimat und an der Päpstlichen Universität Urbaniana in Rom. Am 20. Juli 1985 wurde er zum Priester geweiht. Danach war er vier Jahre lang als Fidei-Donum-Priester im Bistum Kandy tätig. Während dieser Zeit erwarb er ein Master’s Degree an der dortigen Universität im Fach Religionswissenschaft. Ab 1989 lehrte Mendis am Priesterseminar in Kandy. Ferner war er Dekan für Philosophie, Leiter des neuen Philosophats und schließlich Regens des Seminars. Außerdem war Mendis Leiter der bischöflichen Kommission für den Interreligiösen Dialog.
Am 17. Januar 2005 ernannte ihn Papst Johannes Paul II. zum Koadjutorbischof von Chilaw. Die Bischofsweihe spendete ihm der Bischof von Chilaw, Frank Marcus Fernando, am 2. April desselben Jahres. Mitkonsekratoren waren der Erzbischof von Colombo, Oswald Gomis, und der Bischof von Trincomalee-Batticaloa, Joseph Kingsley Swampillai. Mit dem altersbedingten Rücktritt Frank Marcus Fernandos am 19. Oktober 2006 folgte er diesem als Bischof von Chilaw nach.
Papst Franziskus bestellte ihn am 9. Oktober 2021 zum Bischof von Kandy. Die Amtseinführung fand am 17. Januar des folgenden Jahres statt.